# Basay (Volk)

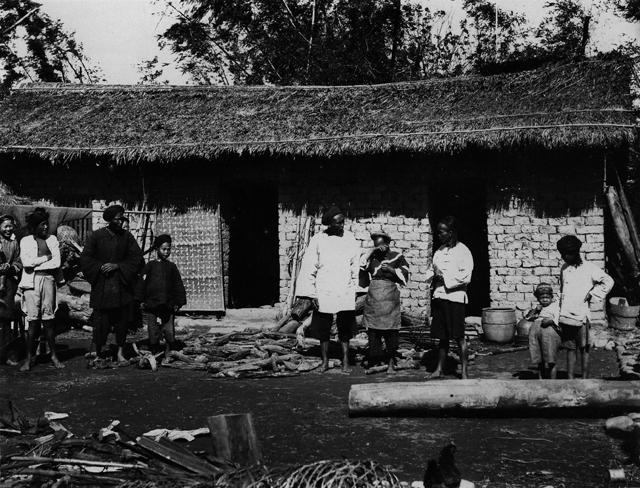
Taiwanische Ureinwohner, vermutlich Basay (1897)

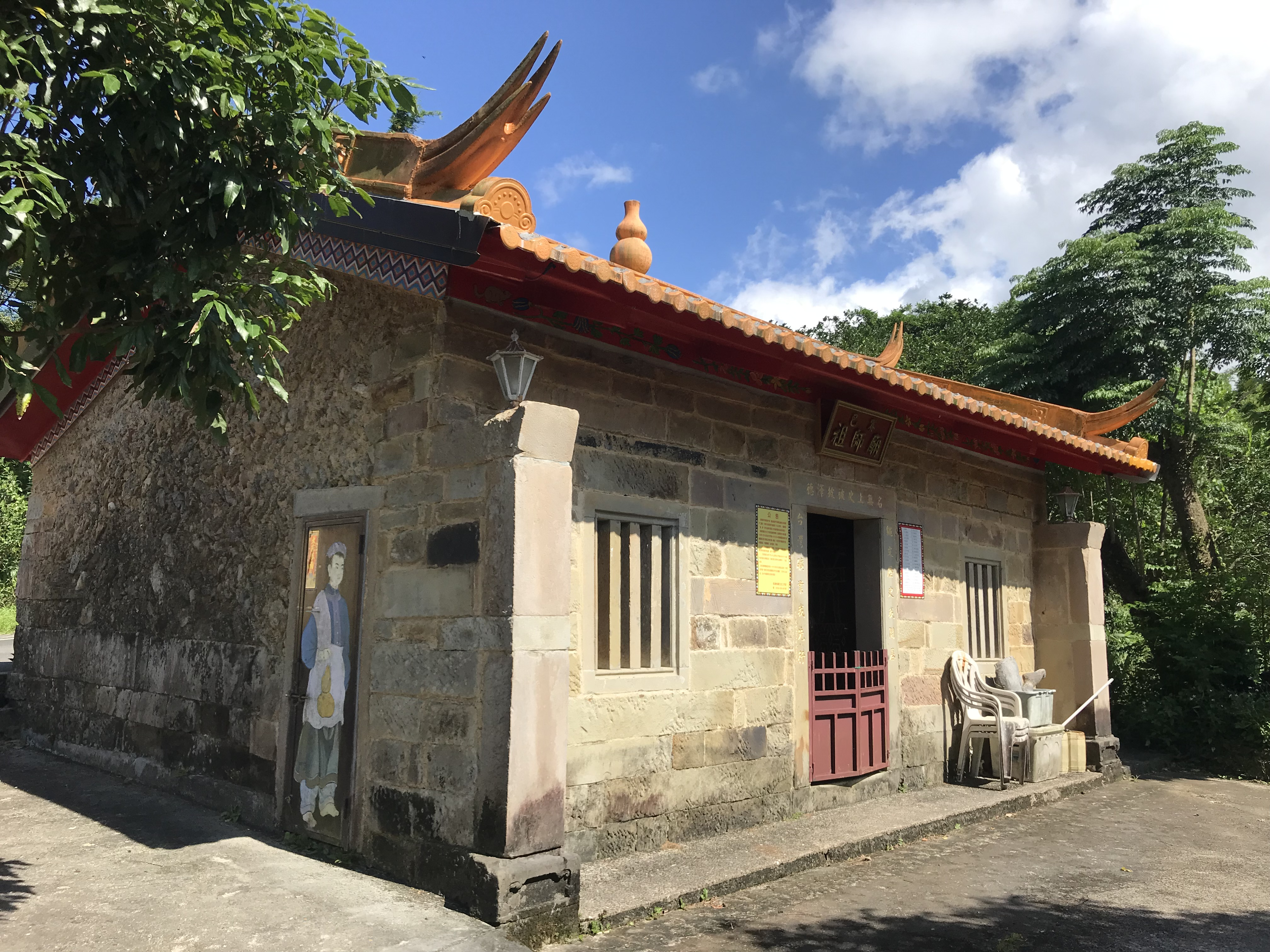
Der Basay-Ahnentempel in Gongliao

Die Basay, chinesisch 巴賽族 (Bāsài zú), auch Masai, sind ein indigenes Volk im Norden Taiwans.

## Siedlungsgebiet und Kultur
Die Basay gehören zu den Pingpu (Flachland)-Völkern Taiwans. Ihr Siedlungsgebiet lag im Gebiet der heutigen Städte Taipeh, Neu-Taipeh und Keelung, mit Schwerpunkten in Tamsui, Jinshan und Gongliao sowie Keelung.
Anders als bei den meisten taiwanischen Ureinwohnern beruhte die Lebensweise der Basay nicht vorwiegend auf Ackerbau oder Jagd, sondern auf Tauschhandel und Kleinfeldbau. Die Basay tauschten ihre handwerklichen Erzeugnisse, wie etwa Werkzeuge oder Stoffe, gegen Lebensmittel und andere Güter. Dabei waren sie in den nordtaiwanischen Küstengebieten und entlang von Flüssen tätig. Oft fungierten sie als Zwischenhändler zwischen verschiedenen Stämmen und auswärtigen Händlern (Chinesen, Japanern, Europäern). Dies führte dazu, dass ihre Sprache an der nordtaiwanischen Küste zu einer Lingua franca wurde.

## Geschichte
Die Basay teilen mit den verwandten Ketagalan die Sage, dass sie von einer mythischen Insel im Osten namens Sanasai über den Nordostzipfel Taiwans eingewandert seien. Die Lage an der Küste und ihre Handelstätigkeit brachte sie früh mit Händlern aus China, Japan und Europa in Kontakt. Im 17. Jahrhundert wurden sie von spanischen und niederländischen Kolonisatoren erstmals beschrieben. In den folgenden Jahrhunderten gingen die Basay mehr und mehr in der Gruppe der Ketagalan und der Mehrheitsgesellschaft der chinesischen Einwanderer auf, wodurch ihre Sprache und Kultur fast völlig verlorengingen. Hierzu trug auch die Übernahme chinesischer Religionen und des (meist presbyterianischen) Christentums bei. Allerdings gelang es dem Gelehrten Ishikaza Sōsaku um 1930, über tausend Wörter und drei Lieder in der Sprache der Basay aufzuzeichnen.

## Gegenwart
Aufgrund des Kulturverlusts sowie fehlender Aufzeichnungen und amtlicher Statistiken ist es heute schwer, eine Basay-Identität nachzuweisen. Menschen, die sich als Basay identifizieren, treffen sich regelmäßig in der presbyterianischen Zili-Kirche (自立長老會) in Beitou und sind bemüht, ihre Kultur wiederzubeleben. Ein weiteres Versammlungszentrum ist der Basay-Ahnen-Tempel (巴賽祖師廟) in Gongliao.